# Смітс-Феррі (Айдахо)
Смітс-Феррі (англ. Smiths Ferry) — переписна місцевість (CDP) в окрузі Веллі штату Айдахо США. Населення — 63 особи (2020).

## Географія
Смітс-Феррі розташований за координатами 44°17′57″ пн. ш. 116°4′42″ зх. д. / 44.29917° пн. ш. 116.07833° зх. д. (44.299159, -116.078379).  За даними Бюро перепису населення США в 2010 році переписна місцевість мала площу 5,20 км², з яких 4,79 км² — суходіл та 0,41 км² — водойми.

## Демографія
Згідно з переписом 2010 року, у переписній місцевості мешкало 75 осіб у 35 домогосподарствах у складі 24 родин. Густота населення становила 14 особи/км².  Було 110 помешкань (21/км²).
Расовий склад населення:
| - 94,7 % — білих - 1,3 % — азіатів - 1,3 % — осіб інших рас |

До двох чи більше рас належало 2,7 %. Частка іспаномовних становила 4,0 % від усіх жителів.
За віковим діапазоном населення розподілялося таким чином: 13,3 % — особи молодші 18 років, 57,4 % — особи у віці 18—64 років, 29,3 % — особи у віці 65 років та старші. Медіана віку мешканця становила 58,3 року. На 100 осіб жіночої статі у переписній місцевості припадало 97,4 чоловіків;  на 100 жінок у віці від 18 років та старших — 103,1 чоловіків також старших 18 років.
Середній дохід на одне домашнє господарство  становив 64 794 долари США (медіана — (X)), а середній дохід на одну сім'ю — N доларів (медіана — -). За межею бідності перебувало 67,3 % осіб, у тому числі - % дітей у віці до 18 років та 0,0 % осіб у віці 65 років та старших.
Цивільне працевлаштоване населення становило 11 осіб. Основні галузі зайнятості: транспорт — 100,0 %, роздрібна торгівля — 0,0 %.